# 弗朗西斯科·蒙特斯
弗朗西斯科·蒙特斯（西班牙語：Francisco Montes，1943年4月22日—），墨西哥男子足球运动员，司职后卫。他曾代表墨西哥国家队参加1970年国际足联世界杯，结果队伍止步八强赛。